# Allen Steele
Œuvres principales
- La Mort du capitaine Futur
- …Where Angels Fear to Tread

Allen Mulherin Steele, né le 19 janvier 1958 à Nashville, est un écrivain de science-fiction américain.
Il remporte deux prix Hugo du meilleur roman court pour « La Mort du capitaine Futur » en 1996 et pour « …Where Angels Fear to Tread » en 1998.

## Œuvres

### SérieCoyote
- (en) Coyote: A Novel of Interstellar Exploration, 2002
- (en) Coyote Rising: A Novel of Interstellar Revolution, 2004
- (en) Coyote Frontier: A Novel of Interstellar Colonization, 2005
- (en) Spindrift, 2007
- (en) The River Horses, 2007, nouvelle
- (en) Galaxy Blues, 2008
- (en) Coyote Horizon, 2009
- (en) Coyote Destiny, 2010[1]
- (en) Hex, 2011[2]

### SérieNear Space
Cette série est également appelée Rude Astronauts.
- (en) Orbital Decay, 1989Prix Locus du meilleur premier roman 1990
- (en) Clarke County, Space, 1990
- (en) Lunar Descent, 1991
- (en) Labyrinth of Night, 1992
- (en) A King of Infinite Space, 1997

### Romans indépendants
- (en) The Jericho Iteration, 1994
- (en) The Weight, 1995
- (en) The Tranquillity Alternative, 1995
- (en) Oceanspace, 2000
- (en) Chronospace, 2001
- (en) V-S Day, 2014
- (en) Arkwright, 2016
- (en) Avengers of the Moon, 2017

### Nouvelles et romans courts
- Mars Hotel, 1996 ((en) Live from the Mars Hotel, 1988)
- Lune de Jade, 1995 ((en) The Sheperd Moon, 1994)
- La Complainte de l'araignée, 1995 ((en) Whinin' Boy Blues, 1994)
- La Mort du capitaine Futur, 1999 ((en) The Death of Captain Future, 1996)Parue dans la revue Bifrost no 16, Le Bélial' - Prix Hugo du meilleur roman court 1996
- (en) …Where Angels Fear to TreadPrix Hugo du meilleur roman court 1998 et prix Locus du meilleur roman court 1998
- Incident au déjeuner des canotiers, 2006 ((en) Incident at the Luncheon of the Boating Party, 2005)

### Recueils de nouvelles
- (en) Rude Astronauts, 1987
- (en) All-American Alien Boy, 1996
- (en) Sex and Violence in Zero-G: The Complete "Near Space" Stories, 1998
- (en) American Beauty, 2003
- (en) The Last Science Fiction Writer, 2008
- (en) Tales of Time and Space, 2015

### Autres
- (en) Primary Ignition, 2003Comprend des articles et des essais de 1997-2004